# Pedro de Vega y Muñoz
Pedro de Vega y Muñoz (Sevilla, c. 1845-Getafe, 1910) fue un pintor español.

## Biografía

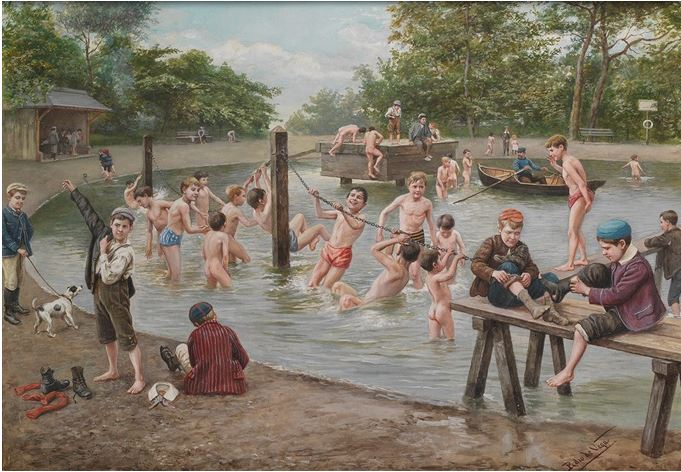
Jóvenes bañándose.

Pintor natural de Sevilla, estudió en la Escuela de Bellas Artes de esta ciudad. Fue discípulo de Eduardo Cano y tuvo a su vez como tal a Gonzalo Bilbao.
Presentó en la Exposición Nacional de 1866 dos Estudios de cabezas, al óleo, y en las sevillanas de 1867 y 1868 los asuntos que siguen: D. Pedro Calderón en su estudio, Muerte de Santa Justa, Un gitano, Cabeza de un anciano, Un boceto, La mala nueva, costumbres del siglo xvii; El estudio de un pintor, San Félix de Cantalicio, copia de Murillo; Un episodio del Quijote, otro de La gitanilla de Cervantes, y San Antonio de Padua. En 1876 concurrió a la Exposición de Madrid con Un tipo de Tánger, siendo también de su mano la Cuesta de Santa Catalina en Granada, cuadro rifado en la Sociedad protectora de Granada; Un mercado andaluz, Iglesia de omnium sanctorum, Huerta del Retiro, Huerta de los naranjos, y otros asuntos con que concurrió a las Exposiciones del consulado y de la Academia de Sevilla en el año 1877; Árabe tocando la guzla, pintado en la Sociedad protectora de Bellas Artes; retrato de Jerónimo Hernández, que se guardaba en la Biblioteca colombina; Una escena campestre, y otro asunto de género que presentó en las Exposiciones de Cádiz en el año 1879 y 1880, siendo premiado con medalla de plata El Alcalde de Zalamea, que remitió en 1882 a una Exposición particular de Madrid.
Tras una etapa en Inglaterra, retornó a España a finales del siglo XIX e ingresó en el monasterio de la Trapa de Val San José de Getafe bajo el nombre de «Fray Cesáreo», donde falleció en noviembre de 1910, a la edad de sesenta y cinco años.